# Rafael Garza Gutiérrez
Rafael Garza Gutiérrez (* 13. Dezember 1896 in Mexiko-Stadt; † 3. Juli 1974 ebenda) war ein mexikanischer Fußballtrainer und -spieler der auf der Position eines Abwehrspielers agierte. Er war zuletzt für den Club América und die Mexikanische Fußballnationalmannschaft aktiv. Sein Spitzname lautete El Récord.

## Karriere

### Verein
Im Jahr 1916 gründete Garza Gutiérrez zusammen mit seinem Cousin Germán Nuñez Cortina den Verein Récord FC. Um diesem ein stärkeres Fundament zu geben, wurde er im Oktober desselben Jahres mit dem Club Colón zum Club América fusioniert. Weil diese Fusion sich ausgerechnet am 12. Oktober 1916, dem Jahrestag der Entdeckung Amerikas, ereignet hatte, schlug das eines der Gründungsmitglieder vor, den Verein Club América zu nennen. Er spielte seine gesamte Vereinskarriere ausschließlich für diesen Verein. Zudem führte er ihn als Spielertrainer, von 1916 bis 1920 im Duett u. a. mit Eugenio Cenoz, von 1920 bis 1926 allein, in den Jahren 1925 und 1926 zur mexikanischen Meisterschaft. Garza Gutiérrez betreute den Verein auch nach Beendigung seiner Spielerkarriere im Jahr 1932, in den 1930er bis zum Ende der 1940er Jahre, zwischenzeitlich als Trainer. In dieser Funktion führte er die Mannschaft am 24. Juli 1938 zum Sieg im Finale der Copa México gegen Real Club España (3:1).

### Nationalmannschaft
Sein Debüt in der mexikanischen Nationalmannschaft feierte Garza Gutiérrez, im ersten Länderspiel in der Geschichte des Mexikanischen Fußballverbandes, am 1. Januar 1923 gegen die Auswahl von Guatemala (3:2). Im Jahr 1923 fanden 5 weitere Länderspiele zwischen Mexiko und Guatemala, seinerzeit der einzige Länderspielgegner der Mexikaner, statt und Garza Gutiérrez war einer von sieben Spielern des Club América der sämtliche Begegnungen bestritt. Er war Teilnehmer an den Olympischen Spielen 1928 in Amsterdam, wo er in beiden Partien gegen Spanien (7:1) und Chile (3:1) eingesetzt wurde. Der spanische Nationaltrainer der El Tri Juan Luque de Serrallonga, berief neben Garza Gutiérrez, Torhüter Isidoro Sota, Roberto Gayón und Alfredo Sánchez auch seinen Bruder Francisco Garza Gutiérrez von Club América in das Aufgebot zur Fußball-Weltmeisterschaft 1930 in Uruguay. Hier führte er die Mannschaft in allen drei Spielen, gegen Frankreich (4:1), Chile (3:0) und Argentinien (6:3), als Mannschaftskapitän auf das Feld. Das Gruppenspiel gegen die Auswahl von Argentinien am 19. Juli 1930 war auch sein letzter Länderspieleinsatz für die El Tri. Garza Gutiérrez ist der einzige Spieler, der alle elf Länderspiele bestritt, die die Mexikaner im Zeitraum zwischen 1923 und 1930 absolvierten.
Später war er Nationaltrainer in drei Etappen: zunächst führte er Mexiko durch die Qualifikation zur WM 1934, wo die Mannschaft sich dreimal gegen Kuba durchsetzen konnte (3:2, 5:0 und 4:1), aber im letzten Qualifikationsspiel gegen die USA (2:4) scheiterte und sich somit nicht für die WM qualifizieren konnte. Danach betreute er die Nationalmannschaft zwischen September 1937 und Februar 1938 in acht Spielen, von denen unter seiner Leitung sieben gewonnen werden konnten. Ein letztes Mal trainierte er die Nationalmannschaft im September 1949 in den vier Qualifikationsspielen zur WM 1950. Mit einer Gesamtbilanz von 17:2 Toren und 8-0 Punkten führte er Mexiko zur Endrunde nach Brasilien, bei der aber bereits Octavio Vial als Cheftrainer fungierte.

### Erfolge als Spieler
- Mexikanischer Meister: 1925, 1926, 1927, 1928

### Erfolge als Trainer
- Mexikanischer Pokalsieger: 1938